# Арфеј
Арфеј (фр. Arfeuilles) насеље је и општина у централној Француској у региону Оверња, у департману Алије која припада префектури Виши.
По подацима из 2011. године у општини је живело 671 становника, а густина насељености је износила 11,27 становника/km². Општина се простире на површини од 59,56 km². Налази се на средњој надморској висини од 420 метара (максималној 795 m, а минималној 335 m).

## Демографија
| 1962. | 1968. | 1975. | 1982. | 1990. | 1999. | 2011. |
| ----- | ----- | ----- | ----- | ----- | ----- | ----- |
| 1.118 | 1.288 | 1.004 | 881   | 843   | 710   | 671   |

График промене броја становника у току последњих година